# Pato Branco Airport
Pato Branco Airport är en flygplats i Brasilien.   Den ligger i kommunen Pato Branco och delstaten Paraná, i den södra delen av landet, 1 300 km söder om huvudstaden Brasília. Pato Branco Airport ligger 821 meter över havet.
Terrängen runt Pato Branco Airport är huvudsakligen lite kuperad. Pato Branco Airport ligger uppe på en höjd. Närmaste större samhälle är Pato Branco, 2,7 km sydost om Pato Branco Airport.
Runt Pato Branco Airport är det i huvudsak tätbebyggt. Runt Pato Branco Airport är det ganska tätbefolkat, med 144 invånare per kvadratkilometer.